# 을지공간
을지공간(乙支空間, Eulji Space)은 공연 예술을 위해 모인 예술가들의 공동체이자, 서울 중구 을지로4가에 위치한 동명(同名)의 소극장이다. 2018년 4월에 출현하였으며 당해 5월에 극장을 개관하였다. 서울특별시 중구 창경궁로5길 5 4층에 위치한다. 을지로의 유일한 소극장으로, 대학로 공연의 기존 구도(제작 방식, 관객 소통 방식 등의 일련의 시스템)에서 탈피하여 자유로운 예술 활동을 추구한다는 기치 하에 운영한다.